# Amylose
Amylose là một polymer mạch thẳng của glucose.
Amylose là một trong hai thành phần của tinh bột, thành phần còn lại là amylopectin. Amyloza tan được trong nước.
Các nguyên tử cacbon trong phân tử glucose được đếm bắt đầu từ nguyên tử cacbon trong nhóm chức aldehyde (C=O). Trong phân tử amylose, nguyên tử C-1 trên phân tử glucose thứ nhất liên kết với nguyên tử C-4 của phân tử glucose tiếp theo, gọi là liên kết α(1→4). Kiểu liên kết này tạo ra chuỗi mạch chứa hàng nghìn đơn vị glucose.
Các liên kết α(1→4) tạo nên cấu trúc xoắn ốc. Trong công thức cấu tạo của amylose, số đơn vị glucose thường trong khoảng từ 300 đến 3000, thông thường là hàng nghìn. Mỗi vòng xoắn ốc chứa sáu monomer glucose.
Tinh bột chứa nhiều amyloza thì khó bị phân hủy hơn tinh bột nhiều amylopectin. Amylose chiếm khoảng 30% khối lượng tinh bột, tuỳ theo loài thực vật. Enzyme amylase phân hủy tinh bột thành các phân tử maltotriose và maltose.
Các phân tử iôt chiếm gọn các vòng xoắn ốc trong cấu trúc amylose, do đó làm thay đổi sự hấp thụ màu của tinh bột. Vì vậy, có thể nhận biết amyloza trong tinh bột bằng cách pha một lượng nhỏ dung dịch iôt màu vàng. Nếu tinh bột chứa amyloza thì sẽ quan sát được màu xanh thẫm. Cường độ màu có thể đo bằng dụng cụ đo màu (colorimeter).
Các loại gạo chứa hàm lượng amyloza cao thì có chỉ số glycemic thấp, rất có lợi cho các bệnh nhân tiểu đường.